# Aloeides zilka
Aloeides zilka är en fjärilsart som beskrevs av Grose-smith 1900. Aloeides zilka ingår i släktet Aloeides och familjen juvelvingar. Inga underarter finns listade i Catalogue of Life.